# خالد بشیر
خالد بشیر (انگلیسی: Khalid Bashir؛ زادهٔ ۱۴ فوریهٔ ۱۹۶۸) بازیکن هاکی روی چمن اهل پاکستان است.